# اولریش بوشر
اولریش بوشر (انگلیسی: Ulrich Büscher; ۲۰ اکتبر ۱۹۵۸ – ۳۱ دسامبر ۲۰۲۰) بازیکن فوتبال اهل آلمان بود.
از باشگاه‌هایی که در آن بازی کرده‌است می‌توان به باشگاه فوتبال اسنابروک و باشگاه فوتبال آرمینیا بیله‌فلد اشاره کرد.